# La Orotava
La Orotava (autrefois appelée L'Orotave en français) est une commune de la province de Santa Cruz de Tenerife dans la communauté autonome des Îles Canaries en Espagne. Elle est située au centre de l'île de Tenerife.
C'est une ville située à flanc de montagne et qui domine la vallée de La Orotava. Le centre historique de La Orotava a été déclaré Ensemble historico-artistique en 1976 et est inclus dans l'inventaire de la protection du patrimoine culturel européen et monumental. Il faut également noter que la majeure partie du Parc national du Teide (un site du patrimoine mondial en 2007) est situé dans la municipalité. La Orotava est également le plus haut village de l'Espagne et le plus escarpé, la municipalité s'étend du niveau de la mer jusqu'à 3 718 mètres au sommet du Teide (le plus haut sommet d'Espagne).
En 1788, Charles III d'Espagne y crée un des premiers jardins d'acclimatation, le Jardin d'acclimatation de La Orotava, pour y acclimater les plantes récoltées dans les colonies espagnoles du Nouveau Monde, avant leur transfert dans les jardins royaux de Madrid et d'Aranjuez.
Alexander von Humboldt, célèbre naturaliste allemand, fut ébloui par cette vallée en 1799 et son nom fut donné au point de vue situé à 3 km de la ville (Mirador Humboldt).
La ville est connue pour la réalisation de tapis de fleurs et de terres colorées à l'occasion de la Fête-Dieu. Le principal monument de la ville est l'église Nuestra Señora de la Concepción, populairement appelé Cathédrale ou Basilique de La Orotava.

## Géographie

### Localisation

Localisation de l'île de Tenerife dans les Îles Canaries.
Localisation de La Orotava dans l'île de Tenerife.

|               | Océan Atlantique, Puerto de la Cruz, Los Realejos, San Juan de la Rambla, La Guancha, Icod de los Vinos |                     |
| Guía de Isora | La Orotava                                                                                              | Santa Úrsula, Arafo |
| Adeje         | Vilaflor de Chasna, Granadilla de Abona, Arico, Fasnia                                                  | Güímar              |

## Histoire
Lapérouse y fait provision de vin local lors de son escale du 20 au 30 août 1785, car il coûtait moitié moins cher que celui de Madère[réf. nécessaire].

## Démographie
| Année | Population | Densité    |
| ----- | ---------- | ---------- |
| 1991  | 35.142     | 169,51/km² |
| 1996  | 35.642     | 172,39/km² |
| 2001  | 37.738     | 180,11/km² |
| 2002  | 38.670     | 186,53/km² |
| 2004  | 39.909     | 192,51/km² |
| 2009  | 41.171     | 198,59/km² |
| 2021  | 42.219     | 203,65/km² |

## Patrimoine
- La place Plaza de la Constitución où se dresse l'église baroque San Augustin (XVIIe s.).
- Rue Calle de San Francisco où l'on peut voir des balcons en bois typiquement canariens.
- Église Nuestra Señora de la Concepción datant du XVIIIe s.
- Casa de los Balcones, en fait deux maisons du XVIIe s. que l'on peut visiter.
- Museo de Artesanía Iberoamericana, musée situé dans l'ancien couvant Santo Domingo et qui présente une collection d'artisanat espagnol et ibéro-américain.
- Jardin d'acclimatation de La Orotava[3], situé en réalité sur le territoire de Puerto de la Cruz qui était à l'époque de sa fondation le port de La Orotava[4]
- Hôtel de ville de La Orotava, important manoir néoclassique.

## Personnalités liées à La Orotava
- Cristóbal Hernández de Quintana (1651 - 1725) était un peintre, l'un des représentants les plus importants de la peinture baroque dans les îles Canaries.
- Matías de Escobar y Llamas (1680 ou 1688 - 1748) est un religieux de l'Ordre de Saint Augustin.
- Fernando Estévez (1788 - 1854) est considéré comme le sculpteur le plus important dans l'histoire des îles Canaries.
- Luis Francisco Benítez de Lugo y Benítez de Lugo (1837 - 1876) homme politique, pionnier du spiritisme.

## Galerie

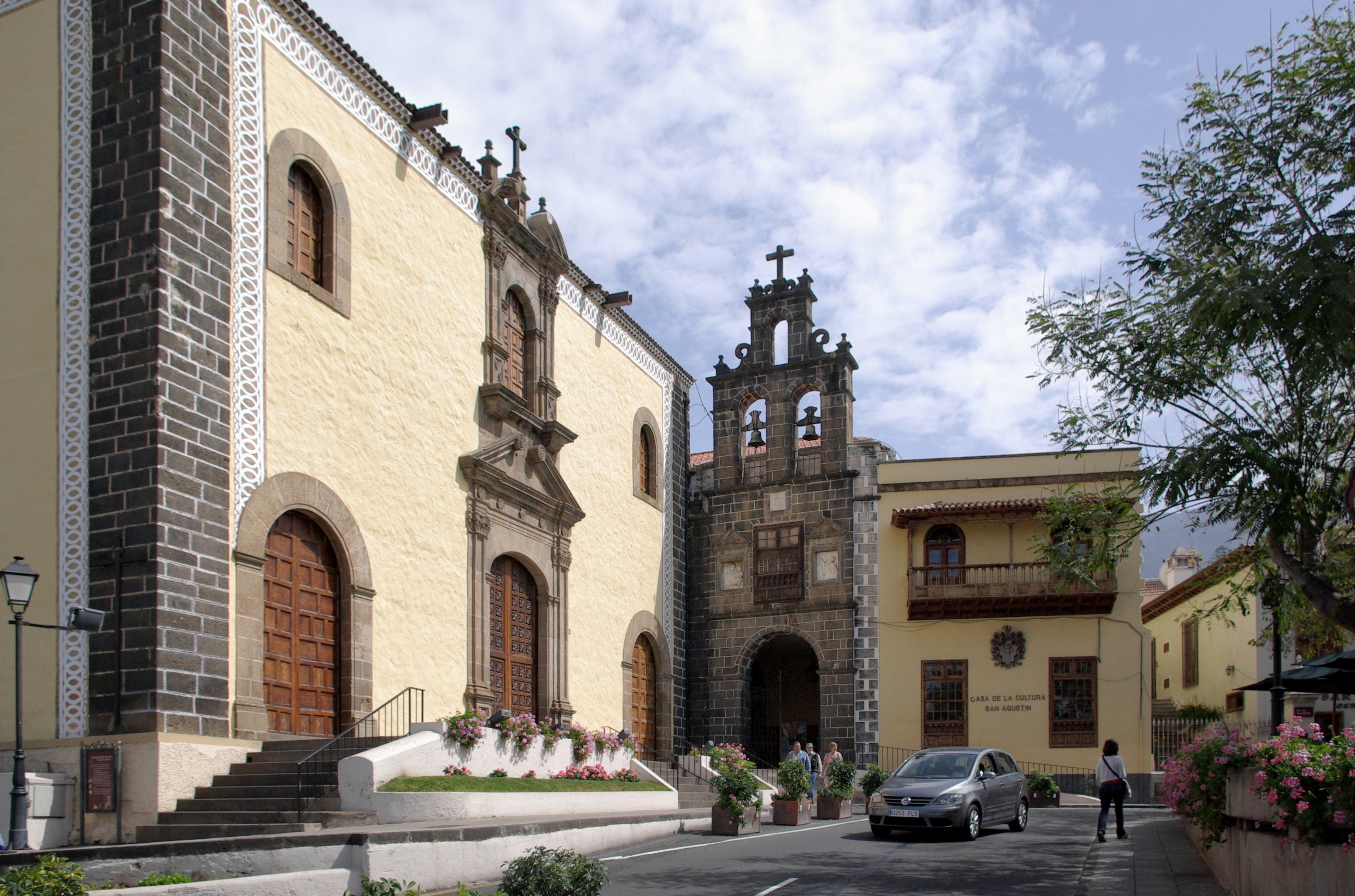
San Agustin.
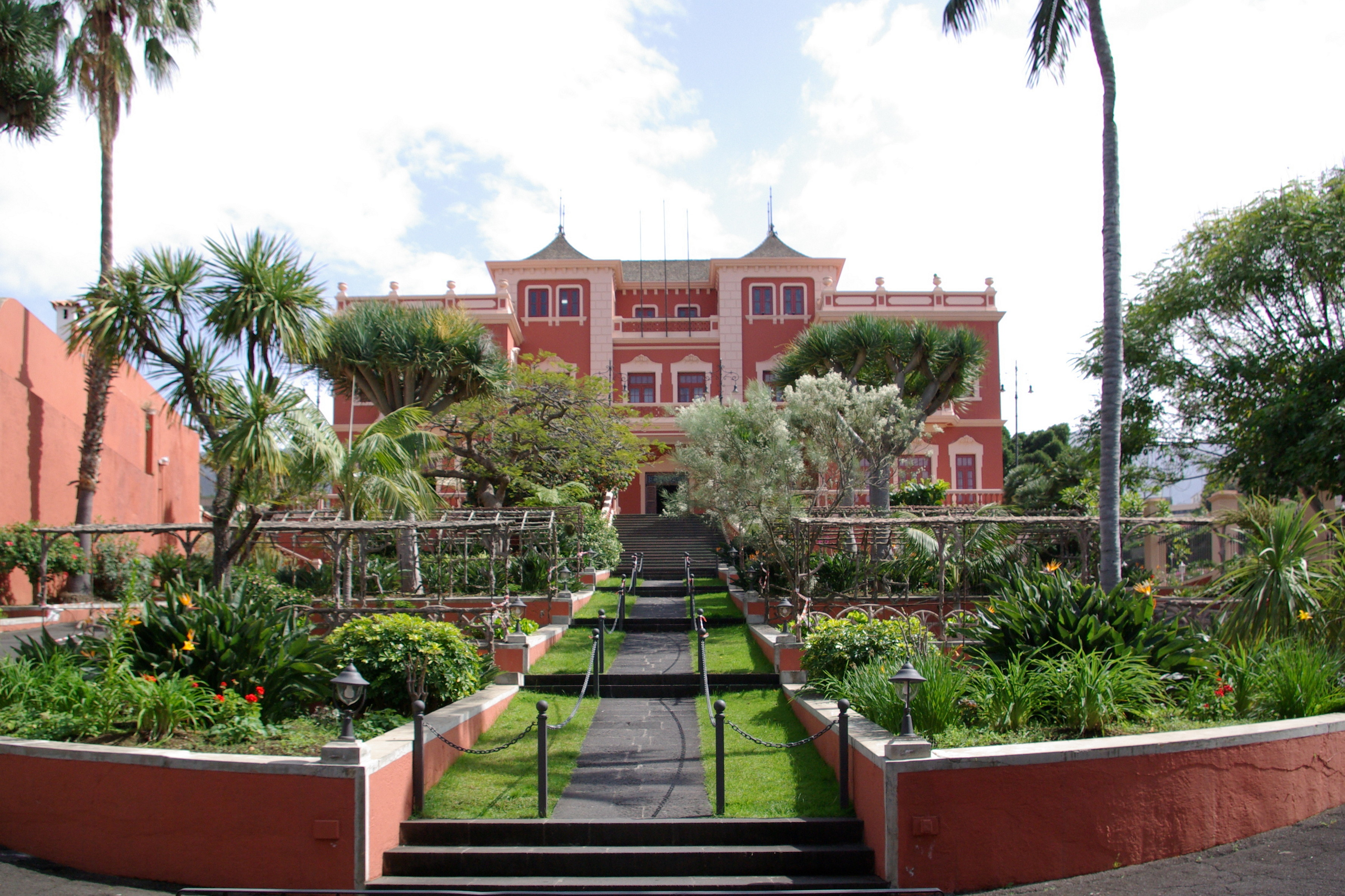
Liceo de Taoro.
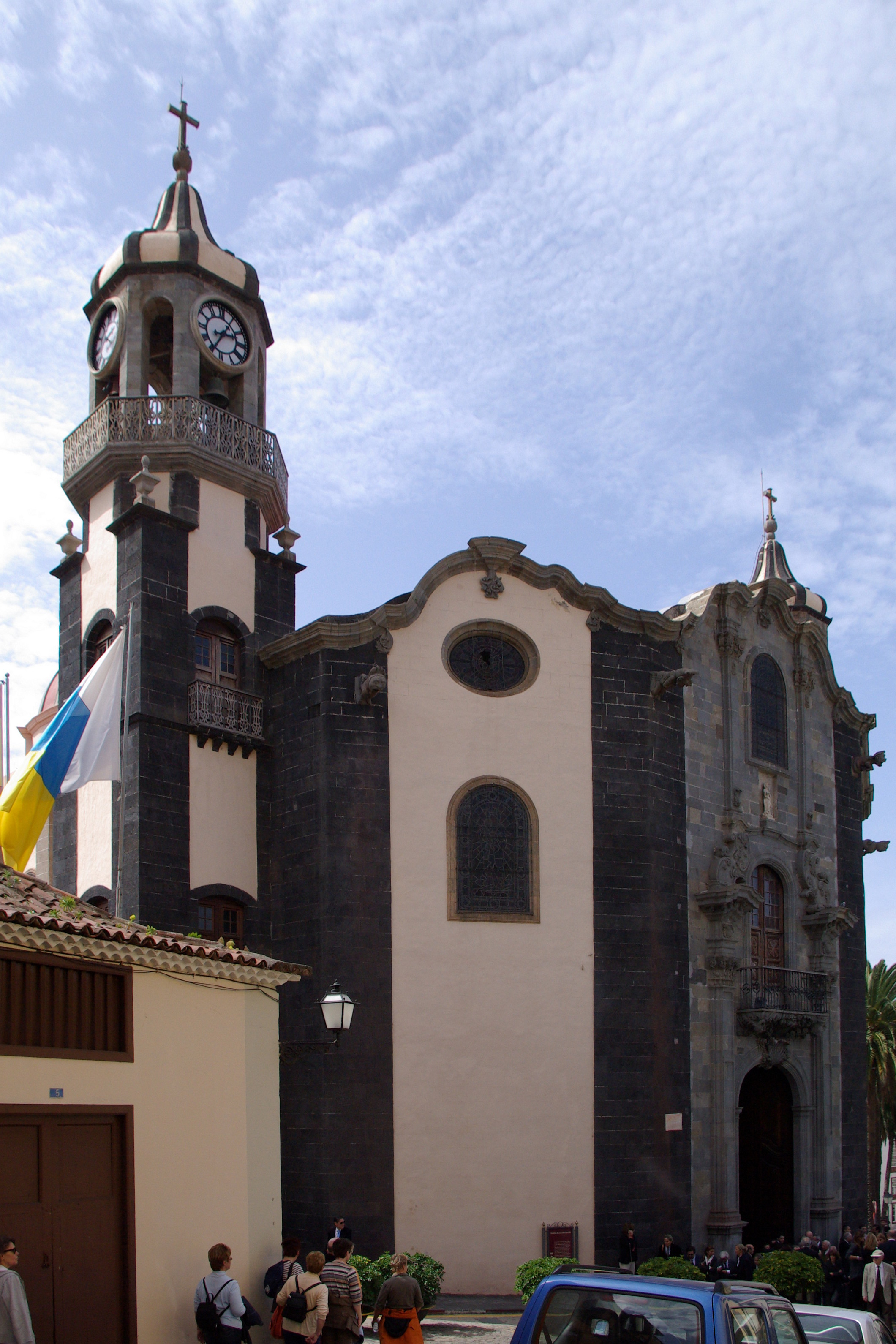
Église Nuestra Señora de la Concepción.
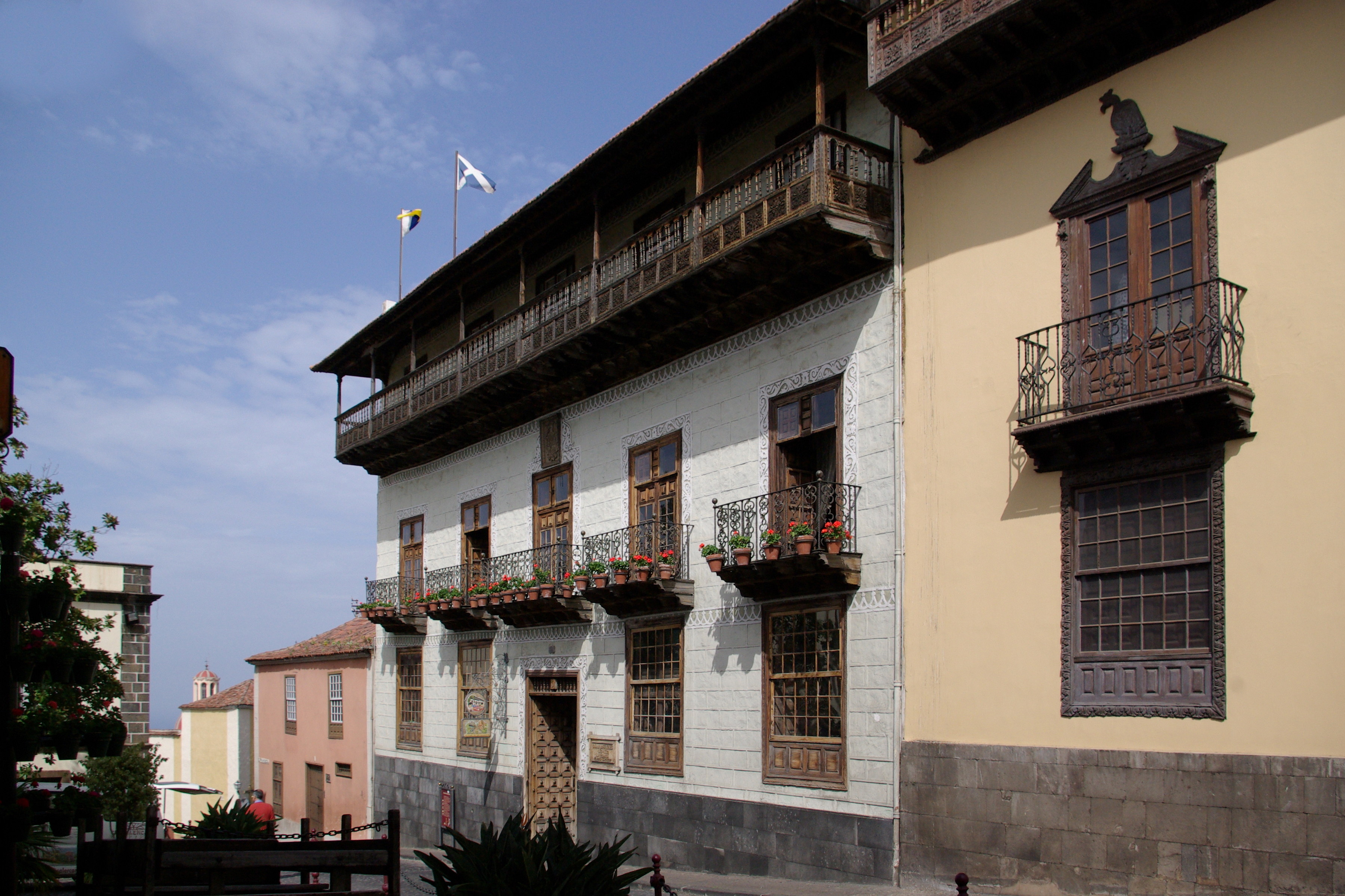
Casa de los Balcones.
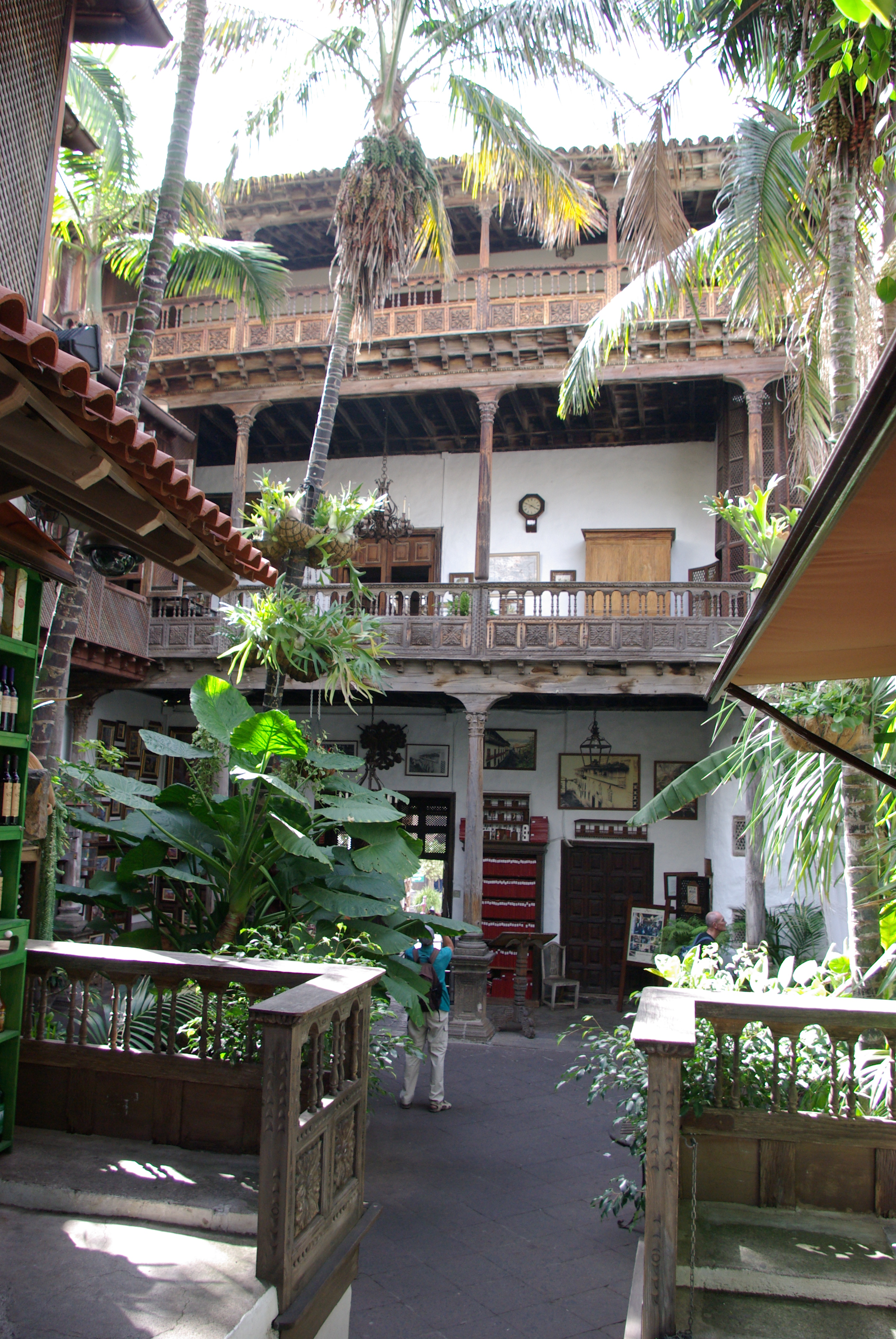
Casa de los Balcones, Patio.

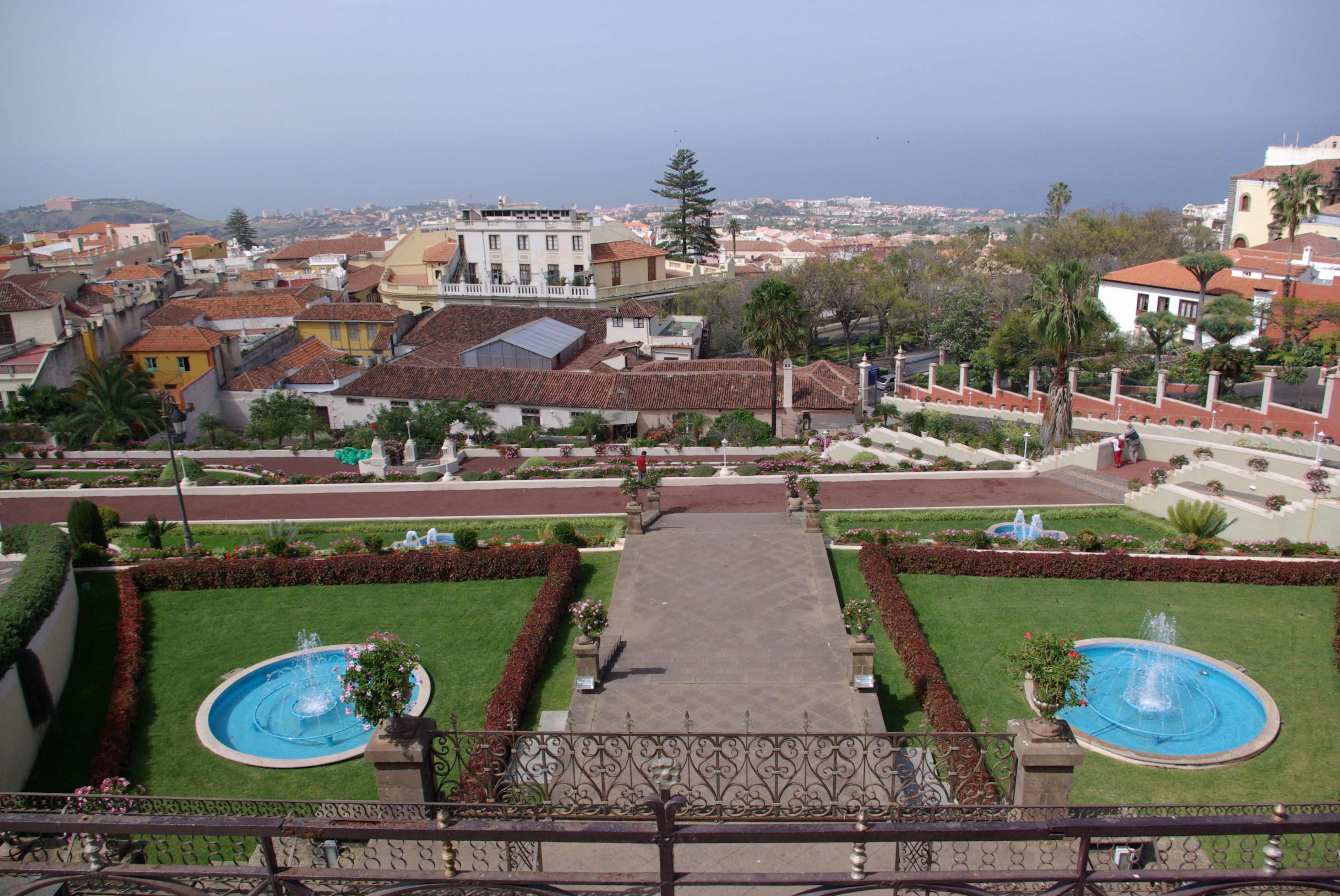
Jardines Marquesado de la Quinta Roja.
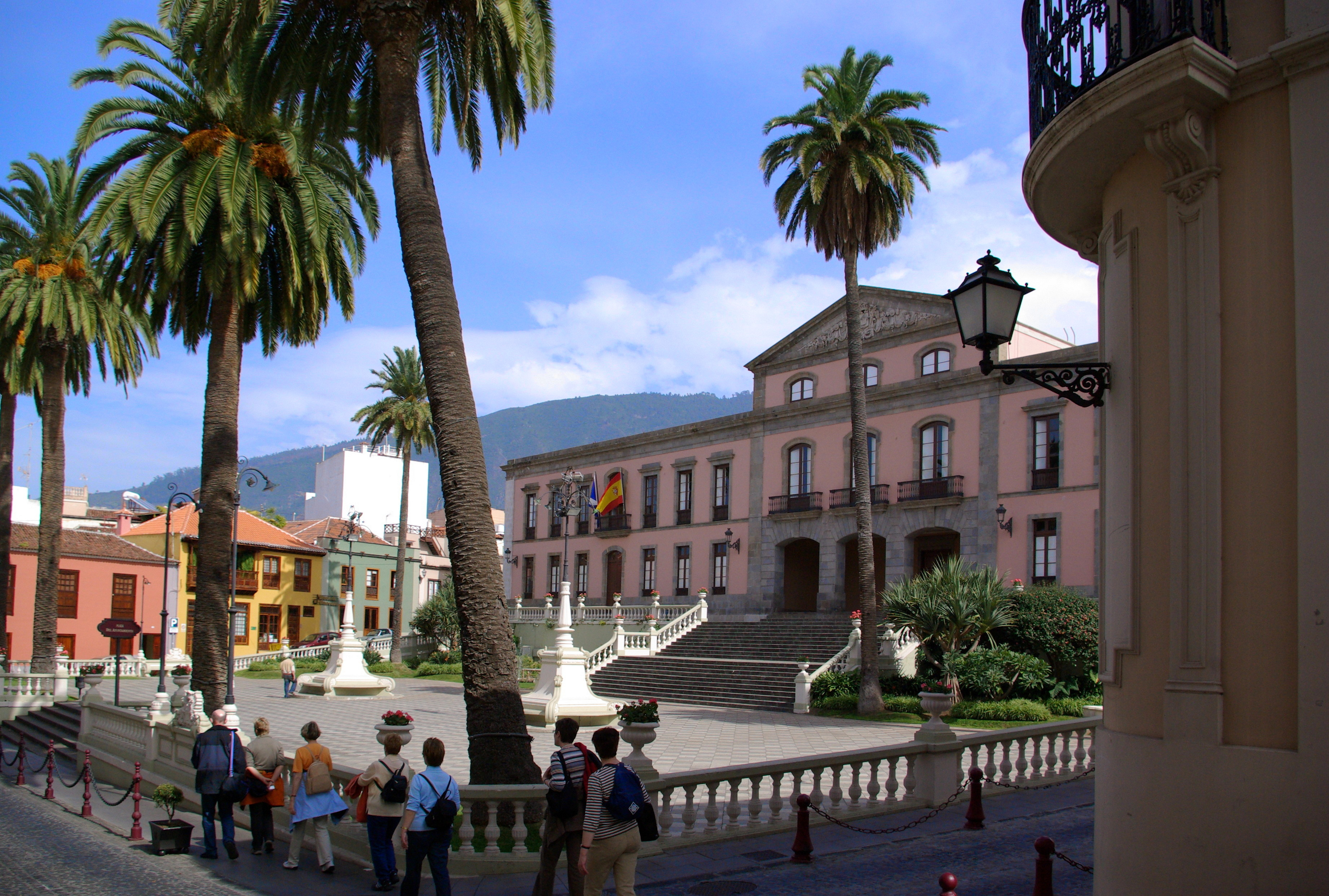
Plaza del Ayuntamiento.
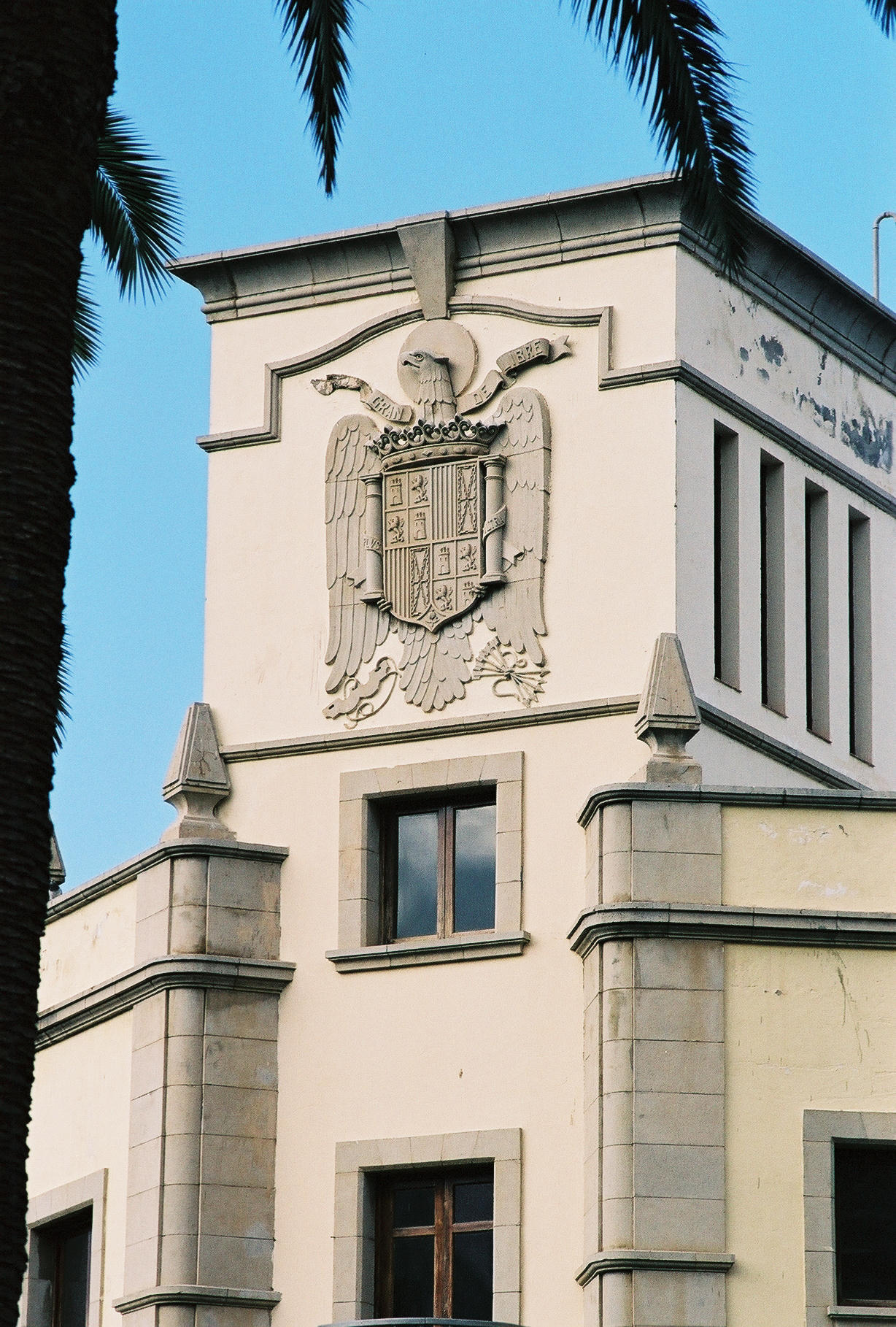
Bâtiment des postes de La Orotava frappé de l'aigle de San Juan.
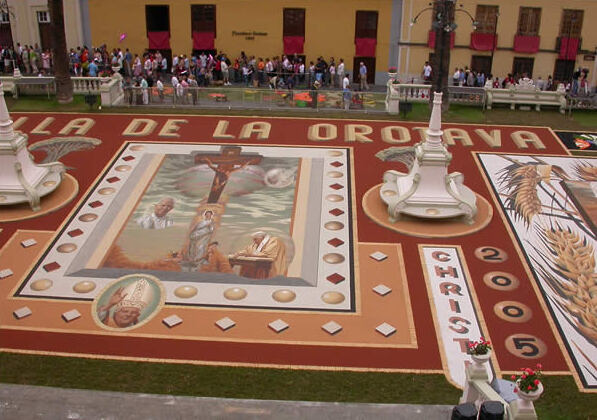
Tapis central en terres colorées sur la Plaza del Ayuntamiento lors de la Fête-Dieu.